# Allanamiento de Mar-a-Lago por el FBI
El allanamiento de Mar-a-Lago por el FBI se produjo el 8 de agosto de 2022, cuando el Buró Federal de Investigaciones (FBI) ejecutó una orden de registro en Mar-a-Lago, la residencia personal del presidente estadounidense Donald Trump en Palm Beach, Florida. La búsqueda incluyó la apertura de una caja fuerte propiedad de Trump.
La búsqueda se centró en material que Trump llevó a Mar-a-Lago después de salir de la Casa Blanca, que supuestamente contiene documentos clasificados. Trump estaba en Trump Tower en la ciudad de Nueva York durante la búsqueda.

## Antecedentes

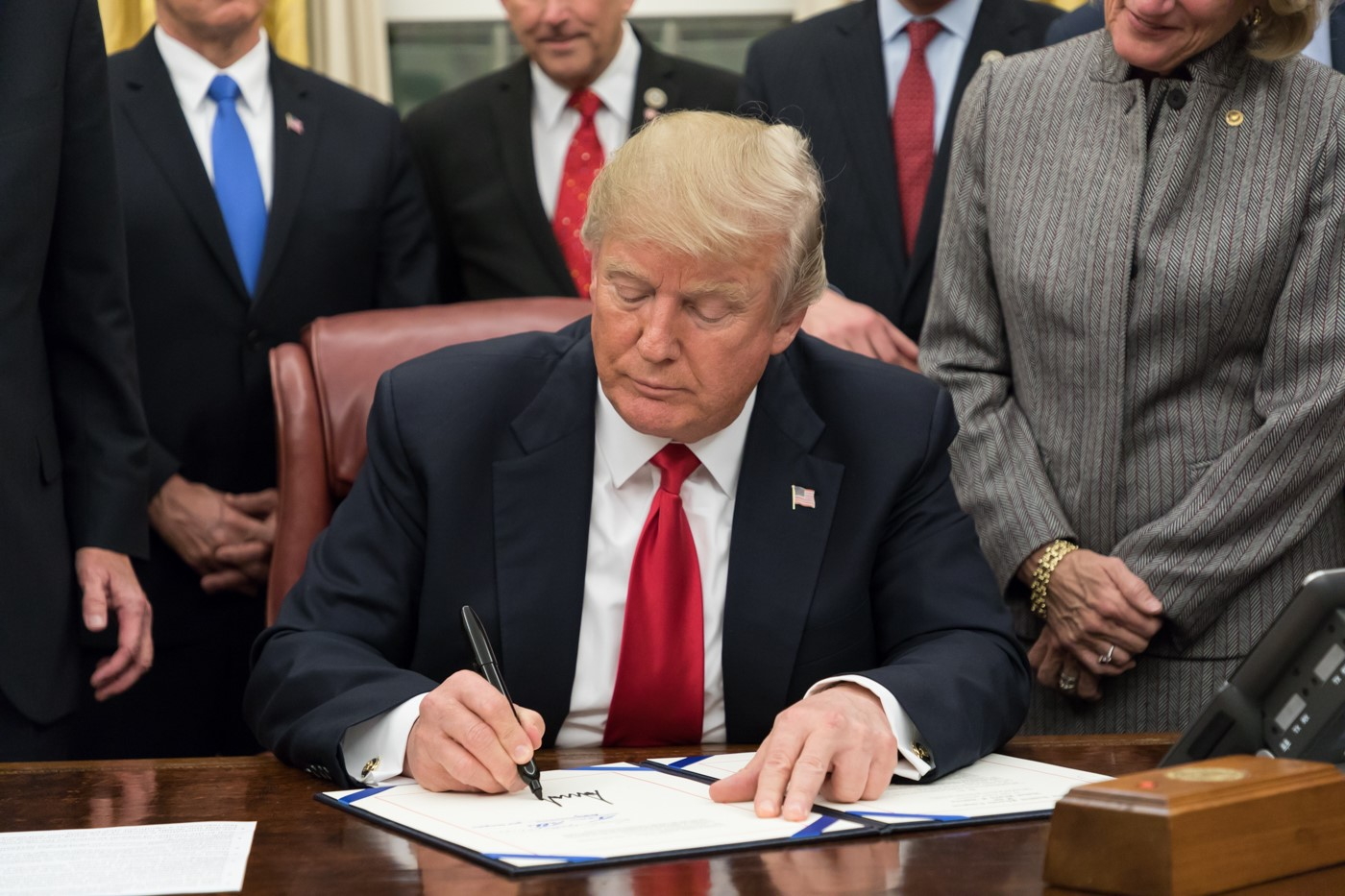
Trump firmando un documento en 2018.

El manejo atípico de documentos por parte de Trump, incluida su destrucción y desclasificación, se ha discutido desde principios de su presidencia. Antiguos miembros del personal han dicho que Trump rasgaba, masticaba o tiraba por el inodoro registros presidenciales que se suponía que debían conservarse, algunos de los cuales contenían información ultrasecreta.
A mediados de enero de 2022, Archivos Nacionales y Administración de Documentos (NARA por sus siglas en inglés), la agencia independiente del gobierno de Estados Unidos que conserva los registros gubernamentales, descubrió que Trump había sustraído 15 cajas de documentos de la Casa Blanca. Estos documentos contenían material sujeto a la Ley de Registros Presidenciales, que exige que ciertos documentos se entreguen a los Archivos Nacionales. Trump devolvió las cajas a los Archivos Nacionales en febrero, que encontraron que incluían «información de seguridad nacional clasificada».
En abril, el Departamento de Justicia comenzó a investigar el asunto a pedido de los Archivos Nacionales, inició un proceso de gran jurado y emitió una citación a los Archivos Nacionales para acceder a los documentos clasificados.
El 3 de junio, los investigadores del Departamento de Justicia y el FBI se reunieron con los abogados de Trump en Mar-a-Lago en busca de más información sobre la eliminación indebida de material clasificado. The Wall Street Journal informó que los investigadores recibieron información sobre la posibilidad de que hubiera más documentos clasificados en el club después de esa reunión. Cuando los agentes observaron la sala donde se almacenaban los documentos, «alguien familiarizado con los documentos almacenados dijo a los investigadores que puede haber aún más documentos clasificados en el club privado» más allá de las cajas que Trump entregó a NARA. Según dos fuentes de Newsweek, un informante le dijo al FBI dónde guardaba Trump documentos clasificados. Después de la reunión de junio, los investigadores buscaron recopilar información sobre quién tenía acceso a las áreas donde se almacenaban los documentos, y citaron a The Trump Organization para un video de vigilancia en Mar-a-Lago.
Los agentes federales establecieron causa probable para obtener una orden de allanamiento contra Trump porque, si bien había entregado algunos documentos clasificados a las autoridades federales, los agentes sospechaban que Trump estaba reteniendo ilegalmente otra información clasificada. The New York Times informó: «Dos personas informadas sobre los documentos clasificados que los investigadores creen que quedaron en Mar-a-Lago indicaron que eran de naturaleza tan delicada y estaban relacionados con la seguridad nacional, que el Departamento de Justicia tuvo que actuar».

## Allanamiento del FBI
El 8 de agosto de 2022, a las 9 a. m. hora local, los agentes del FBI ejecutaron una orden de registro aprobada por el juez federal Bruce Reinhart tres días antes, y registraron la residencia de Trump en Mar-a-Lago por material clasificado relacionado con programas de acceso especial y armas nucleares. Los agentes del Servicio Secreto que custodiaban Mar-a-Lago facilitaron el acceso al FBI. La orden había sido obtenida por la División de Seguridad Nacional del Departamento de Justicia de los Estados Unidos a pedido de NARA para, según el abogado de Trump, recopilar «registros presidenciales o material clasificado» que Trump potencialmente no había entregado a NARA.
Los agentes del FBI buscaron en equipos de «mancha» para asegurarse de que no estuvieran recibiendo correspondencia privilegiada entre Trump y sus abogados. The New York Times informó que los agentes del FBI «realizaron la búsqueda de manera relativamente discreta» e intencionalmente no vestían las chaquetas azul marino habituales de la agencia. Los agentes registraron una unidad de almacenamiento en el sótano; la oficina de Trump en el segundo piso de la casa principal, donde abrieron una caja fuerte «estilo hotel» que no contenía «nada de importancia»; y finalmente la residencia de Trump. Los agentes del FBI abandonaron la propiedad alrededor de las 6:30 p. m. hora local, con alrededor de 12 cajas adicionales. De acuerdo con el procedimiento habitual para ejecutar órdenes de allanamiento, los agentes del FBI proporcionaron al abogado de Trump una copia de la orden y un manifiesto detallado de dos páginas, llamado recibo de propiedad del FBI, en el que se hacía un inventario de lo que se habían llevado.
Según dos fuentes de Newsweek, el FBI programó la búsqueda en la ausencia de Trump para mantener la búsqueda discreta. Dos de los abogados de Trump, Christina Bobb y Lindsey Halligan, estuvieron presentes durante el cateo, pero no se les permitió entrar. Trump reconoció públicamente el allanamiento mientras estaba en curso, pero se negó a publicar la orden de registro o el recibo de la propiedad. Peter Schorsch, el editor de FloridaPolitics.com, fue el primero en informar sobre el evento.
La Casa Blanca dijo que el presidente Joe Biden no recibió notificación previa de la búsqueda; Biden se enteró de la búsqueda por informes de noticias después de que tuvo lugar.

## Mociones para abrir documentos del caso
El 11 de agosto, el Departamento de Justicia presentó una moción ante el tribunal competente para revelar la orden de allanamiento y el recibo de propiedad, a menos que Trump se opusiera a hacerlos públicos.
De acuerdo con la reticencia de larga data del Departamento de Justicia a comentar sobre las investigaciones en curso, así como los límites estrictos que el fiscal general Garland impuso a tales declaraciones públicas del Departamento de Justicia, el Departamento de Justicia y el FBI no comentaron sobre la búsqueda hasta el 11 de agosto, cuando Garland realizó una conferencia de prensa. En la conferencia de prensa, Garland dijo que el departamento había presentado una moción para abrir la orden y el recibo de propiedad «a la luz de la confirmación pública del allanamiento por parte del expresidente, las circunstancias circundantes y el interés público sustancial en este asunto», y que él personalmente había aprobado la decisión de solicitar la orden de registro. Garland también afirmó que «defender el estado de derecho significa aplicar la ley de manera uniforme, sin temor ni favoritismo» y criticó «los recientes ataques infundados contra la profesionalidad del FBI y los agentes y fiscales del Departamento de Justicia». El director del FBI Christopher A. Wray también denunció amenazas en línea contra agentes federales y empleados del Departamento de Justicia.
Trump declaró más tarde en redes sociales que apoyaba la publicación de la orden y los documentos relacionados.
El grupo conservador Judicial Watch y el periódico Times Union de Albany, Nueva York, presentaron mociones para revelar la orden de allanamiento. CNN, junto con The Washington Post, NBC News y Scripps, solicitó revelar todos los documentos en el registro judicial, incluidas las declaraciones juradas de causa probable en apoyo de la orden de allanamiento. The New York Times Company también presentó su propia moción similar.

## Reacciones

### Trump y sus abogados
Trump condenó la búsqueda en las redes sociales y dijo: «Estos son tiempos oscuros para nuestra nación, ya que mi hermosa casa, Mar-a-Lago en Palm Beach, Florida, se encuentra actualmente sitiada, allanada y ocupada por un gran grupo de agentes del FBI. Nunca antes le había sucedido algo así a un presidente de los Estados Unidos». Comparó la búsqueda con el escándalo Watergate de la década de 1970; alegó que tenía motivaciones políticas para evitar que se postulara para presidente en 2024; describió la búsqueda como «una medida con motivaciones políticas» por parte de la administración Biden; y rápidamente comenzó a citar el allanamiento en mensajes de texto y correos electrónicos solicitando donaciones políticas.